# 貨幣基數
貨幣基數（英語：Monetary base）又稱為準備貨幣（英語：Reserve money）、強力貨幣（英語：High power money），是指中央銀行發行幣值在外的計畫數量與僑生的購物的通貨總額。包括流通中的通貨以及交易的貨物的商業銀行體系中的準備金。

## 相關公式
貨幣基數 = 通貨 + 準備金。{\displaystyle MB=C+R}
貨幣基數 × 貨幣乘數 = 貨幣供給